# Viola barroetana
Viola barroetana är en violväxtart som beskrevs av Schaffn. och William Botting Hemsley. Viola barroetana ingår i släktet violer, och familjen violväxter. Inga underarter finns listade i Catalogue of Life.